# Hans-Joachim Böhme (NSzEP)
Hans-Joachim Böhme (Bernburg, 1929. december 29. – 2012. szeptember 4.) német politikus, a Német Szocialista Egységpárt magas rangú funkcionáriusa volt az egykori Német Demokratikus Köztársaságban.

## Élete
A Német Szocialista Egységpárt tagja 1945-től. A Marxista Pártfőiskolát 1958-ban, a Halle-i Luther Márton Egyetemet 1967-ben végezte el. Politikai pályafutása alatt a Szabad Német Ifjúság és az NSZEP számos vezető beosztását betöltötte. 1981-től a megyei pártbizottság első titkára Halle-ben. 1986-tól az NSZEP Központi Bizottságának és Politikai Bizottságának (Politbüro) tagja.
A berlini tartományi bíróság az egykori keletnémet PB-tagok ellen indított perben 2004-ben 15 havi feltételes börtönbüntetésre ítélte.

## Fordítás
- Ez a szócikk részben vagy egészben a Hans-Joachim Böhme (Politbüro) című német Wikipédia-szócikk fordításán alapul.  Az eredeti cikk szerkesztőit annak laptörténete sorolja fel. Ez a jelzés csupán a megfogalmazás eredetét és a szerzői jogokat jelzi, nem szolgál a cikkben szereplő információk forrásmegjelöléseként.